# Bergatreute
Bergatreute este o comună din landul Baden-Württemberg, Germania.

## Personalități
- Berno Rupp (1935-2017), călugăr stabilit la Timișoara